# Museu da Homossexualidade
O ponto inicial que fundamentou a criação do Museu da Homossexualidade na Alemanha foi a exibição Eldorado, feita na cidade de Berlim em 1984. Dado o grande sucesso que teve esta exposição, os organizadores chegaram à ideia de criar um espaço especificamente dedicado à arte gay. Em 1985 fundou-se a organização Verein der Freunde eines Schwulen Museums in Berlin e.V. (ou seja, traduzido literalmente: Associação de amigos/as para um museu gay em Berlim).